# Gerrit van Dijk (Mathematiker)
Gerrit van Dijk (* 14. August 1939 in Kampen (Niederlande); † vor 16. April 2022) war ein niederländischer Mathematiker. Er war Professor an der Universität Leiden.
Van Dijk wurde 1969 an der Universität Utrecht bei Tonny Springer promoviert (Spherical functions on the p-adic Group PGL(2)). Als Post-Doktorand war er am Institute for Advanced Study bei Harish-Chandra (und 1970 wurde seine Mitschrift von dessen Vorlesung Harmonic analysis on reductive p-adic groups bei Lecture Notes in Mathematics veröffentlicht). 1972 wurde er Assistenzprofessor und 1980 Professor an der Universität Leiden, an der er 2004 emeritiert wurde. 1988 bis 1992 war er Dekan der Wissenschaftsfakultät in Leiden, 1995 bis 1997 Direktor des Lorentz Center und 1997 bis 2004 Direktor des Mathematischen Instituts in Leiden. 2003/04 war er Direktor des Leiden Institute for Advanced Computer Science (LIACS).
Er war Gastprofessor in Nancy, Göttingen, Stockholm, Tambov (und organisierte ein Kooperationsprogramm der niederländischen Wissenschaftsorganisation NWO mit Russland) und Fukuoka.
Er befasst sich mit Liegruppen, Harmonischer Analysis, homogenen Räumen und Darstellungstheorie, Theorie von Berezin-Kernen und verallgemeinerten Gelfand-Paaren.
Van Dijk war Herausgeber der Gesammelten Werke von Thomas Stieltjes (Springer 1993, 2 Bände). Zu seinen Doktoranden gehören Eric Opdam und Gert Heckman.
Er war Mitglied der Hollandsche Maatschappij der Wetenschappen und der Bataafsch Genootschap.

## Schriften
- Introduction to Harmonic Analysis and Generalized Gelfand Pairs, De Gruyter 2009
- Herausgeber mit Masato Wakayama: Casimir Force, Casimir Operators and the Riemann Hypothesis, De Gruyter 2011
- Distribution Theory. Convolution, Fourier transform and Laplace transform, De Gruyter 2013
- Leidse Hoogleraren Wiskunde 1575-1975, Mathematisches Institut Leiden, 2011